# Успіх (роман)
«Успіх» (нім. Erfolg) — гостросоціальний роман художника-реаліста Ліона Фейхтванґера. Підзаголовок — «Три роки з історії однієї провінції» (нім. Drei Jahre Geschichte einer Provinz — йдеться про Баварію).
Роман написано впродовж 1927—1930 років та опубліковано в 1930 році, разом із романами «Родина Опперман» і «Вигнання» входить до Фейхтванґерівської трилогії «Зала очікування». Він виявляє значні ключові елементи як роман, в якому зображено фактичні події й лише змінено імена героїв.
| Література | Це незавершена стаття про літературу. Ви можете допомогти проєкту, виправивши або дописавши її. |